# Circuito del Porto
Circuito del Porto-Trofeo Arvedi  ist ein italienisches Eintagesrennen im Straßenradsport und wird seit 1967 in Cremona, Region Lombardei ausgetragen. Bis 2004 war das Rennen ausschließlich für Amateure vorgesehen. Seit 2005 ist das Rennen Teil der UCI Europe Tour in Kategorie 1.2. und wird vom Club ciclistico cremonese 1891 organisiert.

## Sieger
| Jahr | Erster                           | Zweiter                          | Dritter                          |
| ---- | -------------------------------- | -------------------------------- | -------------------------------- |
| 1967 | Mauro Landini                    | Angelo Cremonesi                 | Mario Negri                      |
| 1968 | Valerio Valenti                  | Eugenio Benelli                  | Valerio Mantovani                |
| 1969 | Andrea Ciatti                    | Pierluigi Ferraroni              | Paolo Virminetti                 |
| 1970 | Pietro Algeri                    | Andrea Ciatti                    | Gianfranco Foresti               |
| 1971 | Gianfranco Foresti               | Mario Tremolada                  | Alfio Monfredini                 |
| 1972 | Valerio Lualdi                   | Aldo Parecchini                  | Alesio Antonini                  |
| 1973 | Alessandro Cardelli              | Ettore Rinaldi                   | Maurizio Mantovani               |
| 1974 | Giuseppe Colombo                 | Bruno Giacomino                  | Franco Calvi                     |
| 1975 | Roberto Ceruti                   | Agostino Bertagnoli              | Fausto Scotti                    |
| 1976 | Agostino Bertagnoli              | Giovanni Ferreni                 | Domenico Perani                  |
| 1977 | Mario Noris                      | Maurizio Carrara                 | Luigi Busacchini                 |
| 1978 | Emanuele Seghezzi                | Emilio Bedendo                   | Duilio Negri                     |
| 1979 | Maurizio Piovani                 | Silvestro Milani                 | Maurizio Orlandi                 |
| 1980 | Silvestro Milani                 | Maurizio Piovani                 | Emanuele Seghezzi                |
| 1981 | Luigi Ferreri                    | Davide Pollio                    | Antonio Leali                    |
| 1982 | Dario Montani                    | Mauro Ricciutelli                | Gianfranco Zanovelli             |
| 1983 | Umberto Viganò                   | Giambattista Zonca               | Adriano Baffi                    |
| 1984 | Angelo Tosi                      | Giambattista Bardelloni          | Stefano Pedrinazzi               |
| 1985 | Ettore Badolato                  | Gianni Bugno                     | Ettore Manenti                   |
| 1986 | Ercole Mores                     | Giovanni Fidanza                 | Stefano Breme                    |
| 1987 | Alberto Destro                   | Paolo Tabanelli                  | Ettore Badolato                  |
| 1988 | Luigi Tessaro                    | Biagio Conte                     | Enrico Pezzetti                  |
| 1989 | Riccardo Tarlao                  | Luigi Mauri                      | Luigi Dessi                      |
| 1990 | Angelo Tameni                    | Aladino Vicentini                | Maurizio Tomi                    |
| 1991 | Claudio Camin                    | Marco Villa                      | Michele Paletti                  |
| 1992 | Nicola Minali                    | Federico Colonna                 | Maurizio Tomi                    |
| 1993 | Federico Colonna                 | Mario Traversoni                 | Mauro Radaelli                   |
| 1994 | Michele Zamboni                  | Simone Zucchi                    | Massimo Falgari                  |
| 1995 | Alberto Destro                   | Nicola Chesini                   | Matteo Frutti                    |
| 1996 | Enrico Bonetti                   | Roberto Zoccarato                | Nicola Chesini                   |
| 1997 | Cristian Bianchini               | Walter Castignola                | Nicola Chesini                   |
| 1998 | Nicola Chesini                   | Oleg Griškin                     | Vasil' Jakovlev                  |
| 1999 | Alessandro Romio                 | Cristian Gobbi                   | Mauro Gerosa                     |
| 2000 | Luciano Pagliarini               | Angelo Furlan                    | Cristian Bianchini               |
| 2001 | Juri Alvisi                      | Jurij Ivanov                     | Allan Davis                      |
| 2002 | Stefano Bonini                   | David Garbelli                   | Daniele Della Tommasina          |
| 2003 | Jurij Ivanov                     | Alessandro Ballan                | Ruslan Pidhornyj                 |
| 2004 | Mattia Gavazzi                   | Danilo Napolitano                | Paride Grillo                    |
| 2005 | Maximiliano Richeze              | Honorio Machado                  | Marco Frapporti                  |
| 2006 | Manolo Zanella                   | Marco Cattaneo                   | Konstantin Volik                 |
| 2007 | Jacopo Guarnieri                 | Davide Tortella                  | Edoardo Costanzi                 |
| 2008 | Michele Nodari                   | Marcello Franzini                | Samuele Marzoli                  |
| 2009 | Filippo Baggio                   | Edoardo Costanzi                 | Andrea Guardini                  |
| 2010 | Marco Amicabile                  | Rafael Andriato                  | Ruslan Karimov                   |
| 2011 | Cristian Rossi                   | Christian Delle Stelle           | Edoardo Costanzi                 |
| 2012 | Paolo Simion                     | Nicola Ruffoni                   | Davide Martinelli                |
| 2013 | Paolo Simion                     | Liam Bertazzo                    | Davide Martinelli                |
| 2014 | Jakub Mareczko                   | Rino Gasparrini                  | Nicolas Marini                   |
| 2015 | Riccardo Minali                  | Luca Pacioni                     | Matteo Malucelli                 |
| 2016 | Marco Maronese                   | Riccardo Minali                  | Simone Consonni                  |
| 2017 | Imerio Cima                      | Giovanni Lonardi                 | Michael Bresciani                |
| 2018 | Giovanni Lonardi                 | Moreno Marchetti                 | Ahmed Amine Galdoune             |
| 2019 | Luca Mozzato                     | Nicolas David Gomez              | Yuri Colonna                     |
| 2020 | wegen COVID-19-Pandemie abgesagt | wegen COVID-19-Pandemie abgesagt | wegen COVID-19-Pandemie abgesagt |
| 2021 | Gleb Syritsa                     | Nicolás Gómez Jaramillo          | Giovanni Lonardi                 |
| 2022 | Davide Persico                   | Mattia Pinazzi                   | Matteo Fiaschi                   |
| 2023 | Mattia Pinazzi                   | Davide Persico                   | Nicolas Dalla Valle              |
| 2024 | Jakub Mareczko                   | Simone Buda                      | Alessio Portello                 |
| 2025 | Žak Eržen                        | Christian Fantini                | Lorenzo Cataldo                  |